# Атанас Николов
Атанас Николов е български политик.

## Биография
Роден е на 6 ноември 1923 година. Получава прогимназиално образование.
Започва да работи във фабрики и работилници във Варна. През 1943 година е арестуван за комунистическа дейност и е осъден на 15 години затвор. Освободен е на 8 ноември 1944 година.
В периода 1944 – 1949 година застава начело на РМС. От 1946 до 1966 г. е секретар по организационните въпроси в градското и окръжното ръководства на БКП. Между 1950 и 1960 следва и завършва обществени науки в Москва.
През 1966 година е назначен за кмет на Варна и остава на този пост до 1971 година. На следващата година става генерален консул в Братислава, Словакия. В периода 1977 – 1983 е директор на Инспекцията за опазване на околната среда за Варна и региона.